# A Run for Your Money
A Run for Your Money is een Britse film noir uit 1949.

## Rolverdeling
| Acteur           | Personage |
| ---------------- | --------- |
| Meredith Edwards |           |
| Donald Houston   |           |
| Moira Lister     |           |
| Hugh Griffith    |           |
| Alec Guinness    |           |
| Clive Morton     |           |
| Joyce Grenfell   |           |
| Dorothy Bramhall |           |
| Julie Milton     |           |
| Leslie Perrins   |           |
| Peter Edwards    |           |

## Nominaties
| Jaar | Prijs                             | Genomineerde(n) | Uitslag     |
| ---- | --------------------------------- | --------------- | ----------- |
| 1949 | BAFTA Award for Best British Film | Charles Frend   | Genomineerd |